# The Housemartins
The Housemartins (englisch house martin = Mehlschwalbe) war eine aus der nordenglischen Stadt Kingston upon Hull stammende britische Independent-Pop-Band; sie bestand von 1983 bis 1988.

## Bandgeschichte
Sofern es sich bei der 1986 von der Schallplattenfirma Chrysalis/Go! Discs verbreiteten Entstehungsgeschichte nicht um eine Legende handelt, die von Musikredaktionen (beispielsweise die des Musikexpress) übernommen wurde, führte ein ins Fenster geklebtes Mitmusikergesuch des Anfang der 1980er Jahre nach Kingston upon Hull gezogenen Sängers Paul Heaton zur Bekanntschaft mit dem Gitarristen Stan Cullimore. Eine alternative Version spricht von einer Zeitungsannonce. Nachdem sie Ende 1983 zunächst als Straßenmusiker unterwegs waren, stockten sie mittels Hinzunahme einer Rhythmussektion zu einer kompletten Band auf. Paul Heaton (Gesang), Stan Cullimore (Gitarre), Ted Key (Bass) und Chris Lang (Schlagzeug) bildeten die Housemartins und erhielten 1985 ihren ersten Plattenvertrag bei dem Label Go! Discs. Erst Lang und dann auch Key schieden bereits vor der Produktion der ersten LP aus. Lang wurde durch Hugh Whitaker ersetzt, den Cullimore von der örtlichen Studentenvereinigung her kannte, während Key von Norman Cook, zu Schulzeiten in Reigate mit Heaton in derselben Band spielend, abgelöst wurde.
Die gitarrenorientierten Songs der Housemartins, meist aus der Feder von Heaton und Cullimore, waren von sozialkritisch und politischen Texten geprägt; dennoch erreichten sie 1986 mit ihrer Single Happy Hour und der LP London 0 Hull 4 ein größeres Publikum und Aufmerksamkeit über England hinaus. Konservative Kreise versuchten immer wieder, die linksgerichtete Band mit Arbeitermilieu-Anstrich in Misskredit zu bringen. Die Jugendzeitschrift Bravo griff eine Kampagne auf und berichtete im Februar 1987 von den bestens abgesicherten Söhnen begüterter Eltern, und lastete zweien, die tatsächlich ihre Vornamen geändert hatten, eine Vertuschungsabsicht an. In einem Interview mit dem New Musical Express betonten sie ihre Genügsamkeit und Bescheidenheit. Vieles von dem Working-Class-Image sei in die Band hineingetragen worden.
Whitaker verließ die Gruppe im Februar 1987, weil er sich auf die Musikhochschule konzentrieren wollte. Über einen Mittelsmann besorgte er noch den Ersatz Dave Hemingway. Dieser wirkte sogleich bei den Aufnahmen zur zweiten LP The People Who Grinned Themselves to Death mit. Der Wechsel wurde u. a. im Video zu dem Hit Five Get over Excited thematisiert. Für einzelne Aufnahmen arbeitete die Band auch mit wechselnden Gastmusikern zusammen, u. a. mit Pete Wingfield (Piano bei Bow Down, Build und Lean on Me), Jeffrey Wood (Piano bei I’ll Be Your Shelter) und Guy Barker (Trompete bei Think for a Minute).
Auch wenn die Housemartins nur mit der Single Caravan of Love (im Original vom Trio Isley Jasper Isley) einen Nummer-eins-Hit verzeichnen konnten, erreichten die meisten ihrer Singles in den britischen Charts mindestens Top-40-Platzierungen.
Im Frühjahr 1988 löste sich die Band zur Überraschung vieler Fans quasi auf dem Höhepunkt ihres Erfolges auf, die musikalischen Differenzen zwischen einigen der Mitglieder wurden zu groß. Zudem war das Projekt The Housemartins nach eigenen Angaben von Anfang an nur für einige Jahre geplant gewesen.
Heaton und Hemingway gründeten daraufhin Ende 1988 The Beautiful South und erarbeiteten sich mit ihrer neuen Band noch größere (europaweite) Anerkennung, während Norman Cook sich der elektronischen Tanzmusik zuwandte, zuerst mit einem Soloalbum, später mit den Projekten Beats International, Freak Power, Mighty Dub Kats und Fatboy Slim sogar weltweiten Erfolg feierte.

## Diskografie

### Studioalben
| Jahr | Titel                                      | Höchstplatzierung, Gesamtwochen, AuszeichnungChartplatzierungen (Jahr, Titel, Platzierungen, Wochen, Auszeichnungen, Anmerkungen) | Höchstplatzierung, Gesamtwochen, AuszeichnungChartplatzierungen (Jahr, Titel, Platzierungen, Wochen, Auszeichnungen, Anmerkungen) | Höchstplatzierung, Gesamtwochen, AuszeichnungChartplatzierungen (Jahr, Titel, Platzierungen, Wochen, Auszeichnungen, Anmerkungen) | Höchstplatzierung, Gesamtwochen, AuszeichnungChartplatzierungen (Jahr, Titel, Platzierungen, Wochen, Auszeichnungen, Anmerkungen) | Anmerkungen                                                          |
| Jahr | Titel                                      | DE | CH | UK | US | Anmerkungen                                                          |
| ---- | ------------------------------------------ | --- | --- | --- | --- | -------------------------------------------------------------------- |
| 1986 | London 0 Hull 4                            | DE15 (14 Wo.)DE | CH17 (5 Wo.)CH | UK3 Platin · (41 Wo.)UK | US124 (14 Wo.)US | Erstveröffentlichung: Juni 1986 Charteinstieg in DE und CH erst 1987 |
| 1987 | The People Who Grinned Themselves to Death | DE30 (12 Wo.)DE | — | UK9 Gold · (18 Wo.)UK | US177 (6 Wo.)US | Erstveröffentlichung: September 1987                                 |

### Kompilationen
| Jahr | Titel                                                               | Höchstplatzierung, Gesamtwochen, AuszeichnungChartplatzierungen (Jahr, Titel, Platzierungen, Wochen, Auszeichnungen, Anmerkungen) | Höchstplatzierung, Gesamtwochen, AuszeichnungChartplatzierungen (Jahr, Titel, Platzierungen, Wochen, Auszeichnungen, Anmerkungen) | Anmerkungen                                                 |
| Jahr | Titel                                                               | DE | UK | Anmerkungen                                                 |
| ---- | ------------------------------------------------------------------- | --- | --- | ----------------------------------------------------------- |
| 1986 | The Housemartins’ Christmas Singles Box                             | — | UK84 (1 Wo.)UK | Erstveröffentlichung: November 1986                         |
| 1988 | Now That’s What I Call Quite Good                                   | DE29 (7 Wo.)DE | UK8 Gold · (11 Wo.)UK | Erstveröffentlichung: Mai 1988                              |
| 2004 | The Best Of                                                         | — | UK29 Silber · (3 Wo.)UK | Erstveröffentlichung: März 2004                             |
| 2007 | Soup (The Housemartins Condensed, The Cream of The Beautiful South) | — | UK15 ×2Doppelplatin · (24 Wo.)UK                                                                                                  | Erstveröffentlichung: November 2007 mit The Beautiful South |

Weitere Kompilationen
- 1997: Raise the Flag (B-Seiten, Live-Tracks und Raritäten)
- 2006: Live at the BBC
- 2011: Happy Hour – The Collection

### Singles
| Jahr | Titel                                                                          | Höchstplatzierung, Gesamtwochen, AuszeichnungChartplatzierungen (Jahr, Titel, Platzierungen, Wochen, Auszeichnungen, Anmerkungen) | Höchstplatzierung, Gesamtwochen, AuszeichnungChartplatzierungen (Jahr, Titel, Platzierungen, Wochen, Auszeichnungen, Anmerkungen) | Höchstplatzierung, Gesamtwochen, AuszeichnungChartplatzierungen (Jahr, Titel, Platzierungen, Wochen, Auszeichnungen, Anmerkungen) | Höchstplatzierung, Gesamtwochen, AuszeichnungChartplatzierungen (Jahr, Titel, Platzierungen, Wochen, Auszeichnungen, Anmerkungen) | Anmerkungen                                                      |
| Jahr | Titel                                                                          | DE | AT | CH | UK | Anmerkungen                                                      |
| ---- | ------------------------------------------------------------------------------ | --- | --- | --- | --- | ---------------------------------------------------------------- |
| 1986 | Sheep London 0 Hull 4                                                          | DE54 (4 Wo.)DE | — | — | UK56 (4 Wo.)UK | Erstveröffentlichung: Februar 1986 Charteinstieg in DE erst 1987 |
| 1986 | Happy Hour London 0 Hull 4                                                     | — | — | — | UK3 Gold · (13 Wo.)UK | Erstveröffentlichung: Mai 1986                                   |
| 1986 | Think for a Minute London 0 Hull 4                                             | — | — | — | UK18 (8 Wo.)UK | Erstveröffentlichung: September 1986                             |
| 1986 | Caravan of Love -                                                              | DE2 (18 Wo.)DE | AT7 (14 Wo.)AT | CH2 (11 Wo.)CH | UK1 Gold · (11 Wo.)UK | Erstveröffentlichung: November 1986                              |
| 1987 | Five Get over Excited The People Who Grinned Themselves to Death               | — | — | — | UK11 (6 Wo.)UK | Erstveröffentlichung: Mai 1987                                   |
| 1987 | Me and the Farmer The People Who Grinned Themselves to Death                   | — | — | — | UK15 (5 Wo.)UK | Erstveröffentlichung: August 1987                                |
| 1987 | Build The People Who Grinned Themselves to Death                               | — | — | — | UK15 (8 Wo.)UK | Erstveröffentlichung: November 1987                              |
| 1988 | There Is Always Something There to Remind Me Now That’s What I Call Quite Good | — | — | — | UK15 (8 Wo.)UK | Erstveröffentlichung: April 1988                                 |
| 2003 | Change the World –                                                             | — | — | — | UK51 (1 Wo.)UK | Erstveröffentlichung: April 2003 Dino Lenny vs. The Housemartins |

Weitere Singles
- 1985: Flag Day
- 1987: The Housemartins (Interview mit Stan Cullimore und We Are Not Going Back)

## Auszeichnungen für Musikverkäufe
| Goldene Schallplatte - Neuseeland - 1987: für das Album London 0 Hull 4 - Spanien - 1988: für das Album The People Who Grinned Themselves to Death |

Anmerkung: Auszeichnungen in Ländern aus den Charttabellen bzw. Chartboxen sind in ebendiesen zu finden.
| Land/RegionAuszeichnungen für Musikverkäufe (Land/Region, Auszeichnungen, Verkäufe, Quellen) | Silber  | Gold     | Platin     | Verkäufe  | Quellen         |
| -------------------------------------------------------------------------------------------- | ------- | -------- | ---------- | --------- | --------------- |
| Neuseeland (RMNZ)                                                                            | —       | Gold1    | —          | 10.000    | Einzelnachweise |
| Spanien (Promusicae)                                                                         | —       | Gold1    | —          | 50.000    | mediafire.com   |
| Vereinigtes Königreich (BPI)                                                                 | Silber1 | 4× Gold4 | 3× Platin3 | 1.760.000 | bpi.co.uk       |
| Insgesamt                                                                                    | Silber1 | 6× Gold6 | 3× Platin3 |           |                 |